# The Legendary
『The Legendary』（ザ・レジェンダリー）はTOKYO FMのラジオ番組。

## 番組概要
民放FM局が開局してから50年の間、偉人アーティストから現役アーティストまで、国内外の音楽ヒストリーに足跡を残した各アーティスト1組をピックアップし、代表曲と魅力、支持される理由を探る番組。
放送開始から2021年1月31日までJFNフルネットでの放送。2月7日からTFMのみ放送時間変更の上継続していたが、3月21日の放送にて番組終了が発表され、同月28日をもって終了した。

## パーソナリティ
- 坂上みき - TFMでは2008年3月に終了した『ENTERMAX』以来、12年半ぶりのレギュラー番組を担当した。

## 放送時間
| 放送期間                      | 放送時間               | 備考              |
| ----------------------------- | ---------------------- | ----------------- |
| 2020年10月4日 - 2021年1月31日 | 毎週日曜 11:00 - 11:30 | JFN38局フルネット |
| 2021年2月7日 - 3月28日        | 毎週日曜 7:30 - 7:55   | TFMローカル       |